# 出雲三成駅
出雲三成駅（いずもみなりえき）は、島根県仁多郡奥出雲町三成にある、西日本旅客鉄道（JR西日本）木次線の駅である。愛称は「大国主命」（おおくにぬしのみこと）。

## 歴史
- 1932年（昭和7年）12月18日：鉄道省木次線木次駅 - 当駅間開通時に終着駅として開設[1]。
- 1934年（昭和9年）11月20日：木次線当駅 - 八川駅間延伸、途中駅となる。
- 1971年（昭和46年）10月1日：業務委託駅化（日本交通観光社受託）[2]。
- 1982年（昭和57年）11月7日：貨物取扱廃止[1]。
- 1985年（昭和60年）3月14日：荷物扱い廃止[1]。
- 1987年（昭和62年）4月1日：国鉄分割民営化に伴い、JR西日本の駅となる[1]。
- 1990年（平成2年）
  - 3月10日：無人駅化[3]。実態は簡易委託開始までの間、日勤で社員が駐在し出改札を行っていた。
  - 6月1日：簡易委託駅化。
- 2005年（平成17年）3月31日：奥出雲町成立に伴い、所在地表示が島根県仁多郡奥出雲町三成となる。

## 駅構造
相対式ホーム2面2線のホームを持ち、列車交換設備を有する地上駅。以前はもう1線あったが撤去された。駅舎は上りホーム側にあり、両ホームへ備後落合寄りにある構内踏切で連絡している。
駅舎には国道314号沿いにあり、駅舎正面右側に地元奥出雲町の物産販売所「仁多特産市」が併設されている。簡易委託駅であり、出札窓口で乗車券類を売っている。以前コンビニエンスストアのポプラ仁多三成店（24時間営業）が駅舎正面左側に併設されていたが、2016年（平成28年）9月19日限りで閉店し、跡地には奥出雲町観光協会が入居した。当駅は木次鉄道部管轄である。

### のりば
| のりば | 路線   | 方向 | 行先                   |
| ------ | ------ | ---- | ---------------------- |
| 1      | 木次線 | 上り | 木次・宍道方面         |
| 2      | 木次線 | 下り | 出雲横田・備後落合方面 |

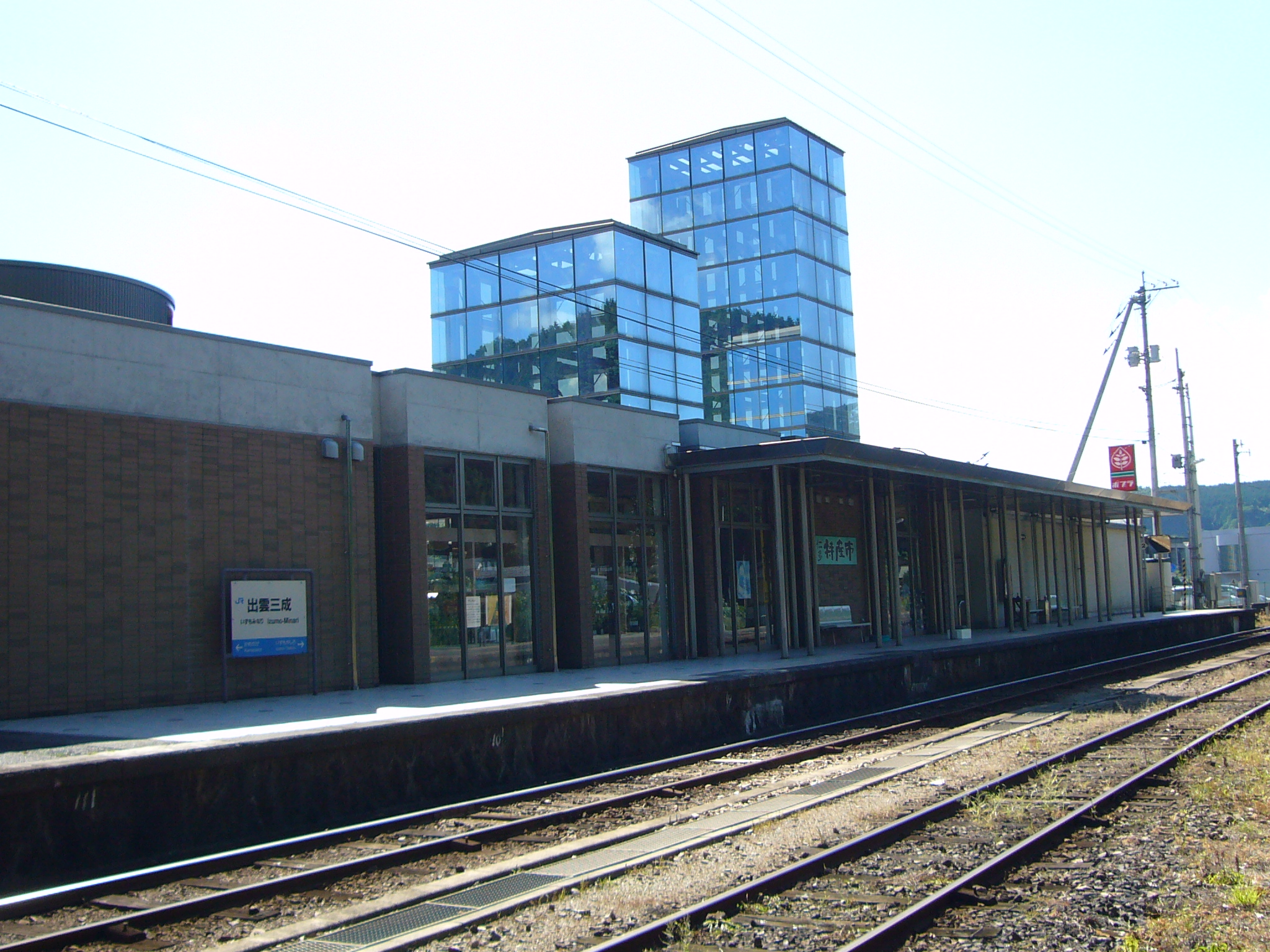
ホーム側より（2007年8月）
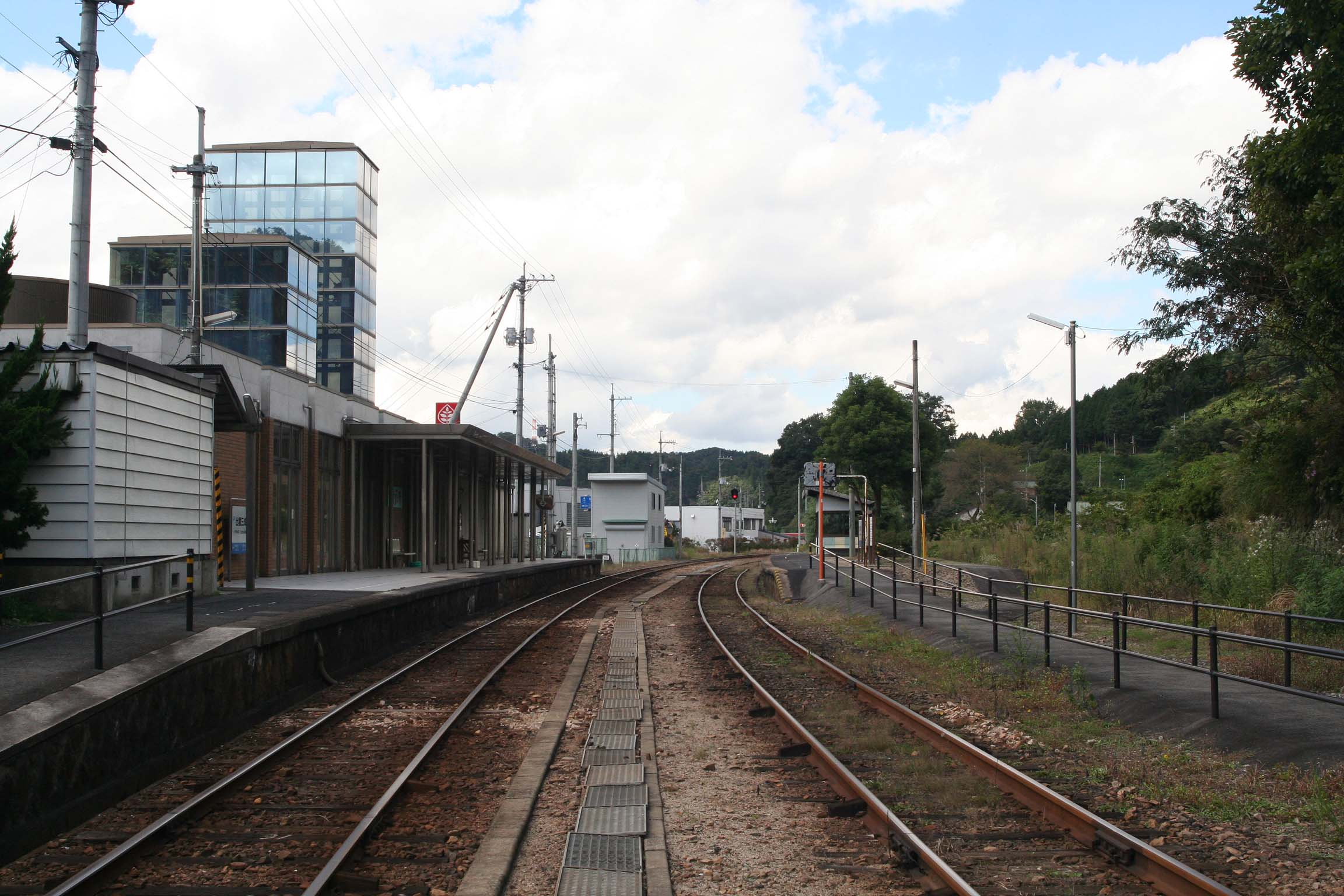
構内（2007年10月）

## 利用状況
近年の1日平均乗車人員の推移は以下の通り。なお、1994年度は195人、1984年度は234人だった。
| 乗車人員推移 | 乗車人員推移 |
| 年度         | 1日平均人数  |
| ------------ | ------------ |
| 1999         | 158          |
| 2000         | 162          |
| 2001         | 162          |
| 2002         | 166          |
| 2003         | 165          |
| 2004         | 177          |
| 2005         | 160          |
| 2006         | 162          |
| 2007         | 150          |
| 2008         | 148          |
| 2009         | 142          |
| 2010         | 131          |
| 2011         | 125          |
| 2012         | 115          |
| 2013         | 121          |
| 2014         | 99           |
| 2015         | 100          |
| 2016         | 90           |
| 2017         | 80           |
| 2018         | 77           |
| 2019         | 63           |
| 2020         | 43           |
| 2021         | 56           |
| 2022         | 49           |

## 駅周辺
- 奥出雲町役場仁多庁舎
- サイクリングターミナル
- 絲原記念館
- 国道314号
- 国道432号
- 島根県道25号玉湯吾妻山線
- 島根県道270号下横田出雲三成停車場線
- 斐伊川
- 大馬木川

## 隣の駅
西日本旅客鉄道（JR西日本）
 木次線
- 観光列車「あめつち」一部停車駅

■普通
出雲八代駅 - 出雲三成駅 - 亀嵩駅

#### 統計資料
1. ↑  “島根県統計書”. しまね統計情報データベース.   島根県政策企画局. 2025年2月5日閲覧。